# Холт, Грант
Грант Холт (англ. Grant Holt; род. 12 апреля 1981, Карлайл) — английский футболист, игравший на позиции нападающего. Выступал за ряд полупрофессиональных и профессиональных клубов, в том числе «Ноттингем Форест», за который провёл около 100 матчей.
В 2009 году перешёл в «Норвич Сити». В сезоне 2009/10 был признан лучшим игроком сезона в «Норвиче», забив 30 голов в 44 матчах за клуб (из них 24 в чемпионате). В сезоне 2010/11 стал лучшим бомбардиром «Норвича» и помог клубу выйти в Премьер-лигу.

## Футбольная карьера
В начале карьеры выступал за английские клубы «Уэркингтон», «Галифакс Таун», «Барроу», а также за сингапурский «Сенканг Марин». В 2003 году перешёл в «Шеффилд Уэнсдей», за который провёл 30 матчей (в половине из них выходя на замену), и забил лишь четыре гола. Год спустя он перешёл в «Рочдейл», за который выступал два сезона, сыграв 83 матча и забив 42 гола. Его выступления привлекли внимания ряда клубов, и в январе 2006 года он перешёл в «Ноттингем Форест» за £300 000.

### «Норвич Сити»
24 июля 2009 года Холт перешёл в «Норвич Сити»; сумма трансфера составила, по некоторым данным, £400 000. Холт подписал с «канарейками» трёхлетний контракт с возможностью его продления ещё на год.
Дебют Холта за «Норвич» состоялся 8 августа 2009 года в матче против «Колчестер Юнайтед», в котором «канарейки» были разгромлены со счётом 7:1. 11 августа Холт забил свой первый гол за «Норвич» в матче против «Йовил Таун» в первом раунде Кубка Футбольной лиги (в этом матче он оформил хет-трик). 22 августа 2009 года забил свой первый гол в лиге за «канареек» в матче против «Уиком Уондерерс». Начиная с этого матча, новый тренер «Норвича» Пол Ламберт назначил Холта капитаном команды. В октябре 2009 года был признан «игроком месяца» в Первой Футбольной лиге, когда он забил пять голов в пяти матчах. 26 декабря в матче против «Миллуолла» он забил свой 20-й гол в сезоне. 23 января 2010 года он был удалён в матче против «Брентфорда». Сезон 2009/10 Холт завершил с 30 голами в 44 матчах во всех турнирах, выиграв приз лучшему игроку клуба в сезоне.
28 ноября 2010 года он сделал хет-трик в ворота «Ипсвич Таун», принципиального соперника «канареек».
Холт был номинирован на звание лучшего игрока Чемпионата Футбольной лиги сезона 2010/11, но награда в итоге досталась Аделю Таарабту. В этом сезоне он вновь был признан лучшим игроком «Норвич Сити».

## Достижения

### Командные достижения
«Норвич Сити»
- Победитель Первой Футбольной лиги: 2009/10
- Серебряный призёр Чемпионата Футбольной лиги: 2010/11

### Личные достижения
- Игрок года в «Ноттингем Форест»: 2006/07
- Лучший бомбардир Второй Футбольной лиги: 2008/09
- Член «команды года» во Второй Футбольной лиге по версии ПФА: 2008/09
- Игрок года в «Шрусбери Таун»: 2008/09
- Член «команды года» в Первой Футбольной лиге по версии ПФА: 2009/10
- Игрок года в «Норвич Сити»: 2009/10, 2010/11, 2011/12
- Член «команды года» в Чемпионате Футбольной лиги по версии ПФА: 2010/11